# Burg Aguilar
Die Burg Aguilar auf dem Gebiet der Gemeinde Tuchan im südfranzösischen Département Aude zählt gemeinhin zu den sogenannten Katharerburgen und war ehemals von großer strategischer Bedeutung. Seit dem Jahr 1949 ist die Burgruine als Monument historique anerkannt.

## Lage
Die Ruine der Höhenburg liegt auf einem 96 Meter hohen Hügel (321 Meter ü. d. M.), der die Ebene von Tuchan überragt, und bewacht den Zugang ins Innere des Berglands der Corbières.

## Geschichte
Die ersten Hinweise auf eine Burganlage (castrum) an dieser Stelle finden sich bereits im Jahr 1021. Die Vizegrafen von Carcassonne übergaben den Platz im 13. Jahrhundert an ihre Vasallen – die Seigneurs de Termes. Diese standen der Katharerlehre nahe; ob die Burg jedoch im Rahmen des Albigenserkreuzzugs (1209–1229) zerstört wurde, ist unklar. Erstmals gelangte die Burg im Jahre 1241 an die französische Krone, doch wurde sie 10 Jahre später an ihren letzten Besitzer Olivier de Termes zurückgegeben, der sie jedoch im Jahr 1262 an den französischen König Ludwig IX. verkaufte; fortan gehörte die Burg – neben Termes, Quéribus, Puilaurens und Peyrepertuse – zu den 'Fünf Söhnen Carcassonnes'. Ihre Aufgabe war die Bewachung und Verteidigung der Grenze zum Königreich Aragón und später zu Spanien. Doch in den Jahren 1525 und 1542 eroberten die Truppen Karls V. jeweils nur vorübergehend die Burg. Der Pyrenäenfriede von 1659 verurteilte die Anlage wegen der veränderten Grenzlage zur Bedeutungslosigkeit und sie wurde verlassen.

## Architektur
Wie die meisten Burgen des Mittelalters, so war auch Aguilar ursprünglich aus nur grob bzw. gar nicht behauenen Steinen errichtet; größere Hausteine finden sich nur an den Gebäudeecken oder an Eingängen. Für den im 13. Jahrhundert erfolgten Ausbau zu einer Grenzfeste, d. h. für die Außenmauer mit ihren sechs Rundtürmen, verwandte man dagegen bereits recht gut behauenes und an der Oberfläche geglättetes Steinmaterial, das in horizontalen Lagen vermauert wurde. Zwischen den äußeren und den eher einfach gehaltenen inneren Wänden wurde – wie auch schon früher – Geröllmaterial eingefügt. Der innere Wohnturm (donjon) entstammt im Wesentlichen noch dem 12. Jahrhundert. Etwas außerhalb der Burganlage befindet sich eine kleine romanische Kapelle (Chapelle Sainte-Anne).

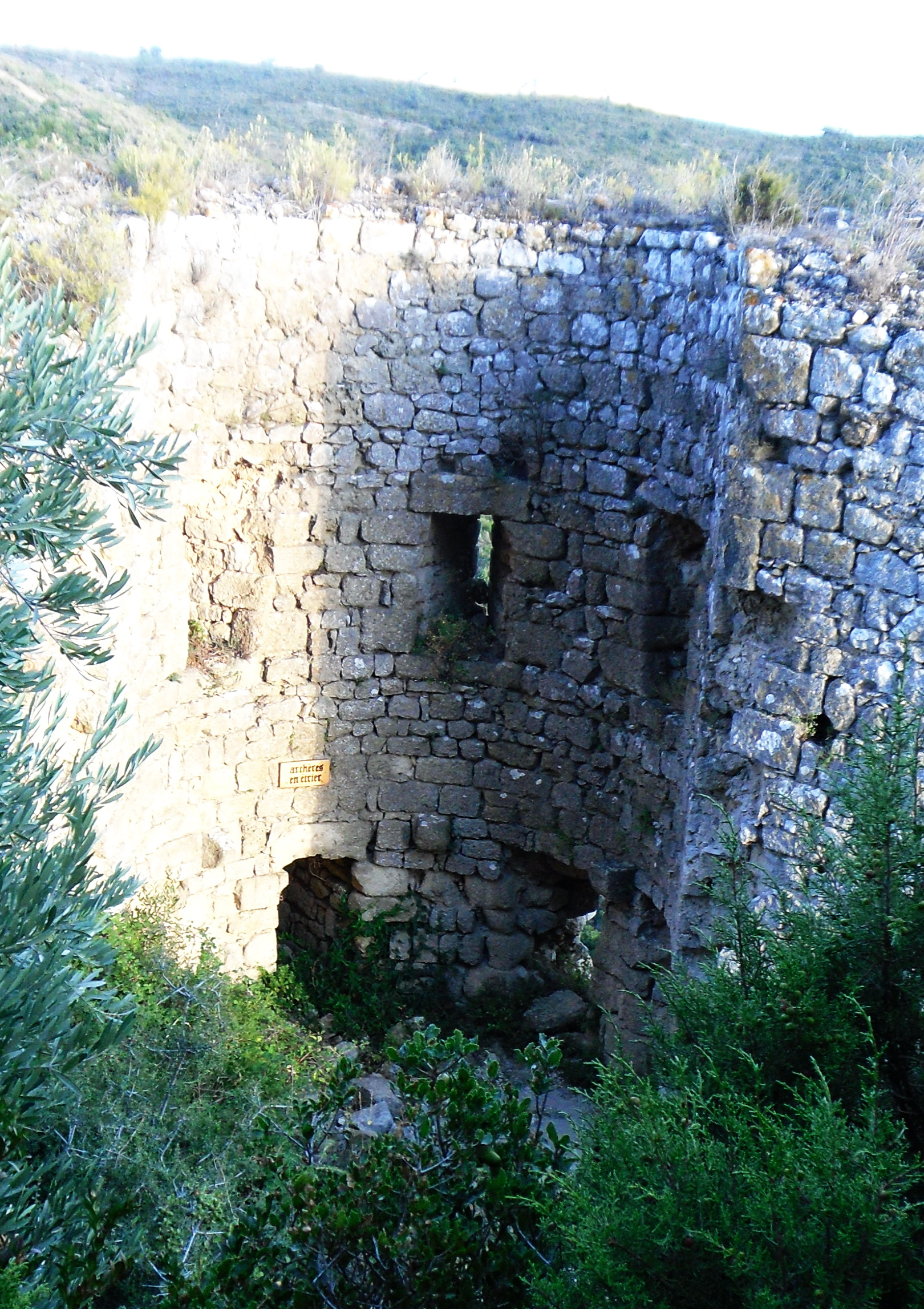
Südturm
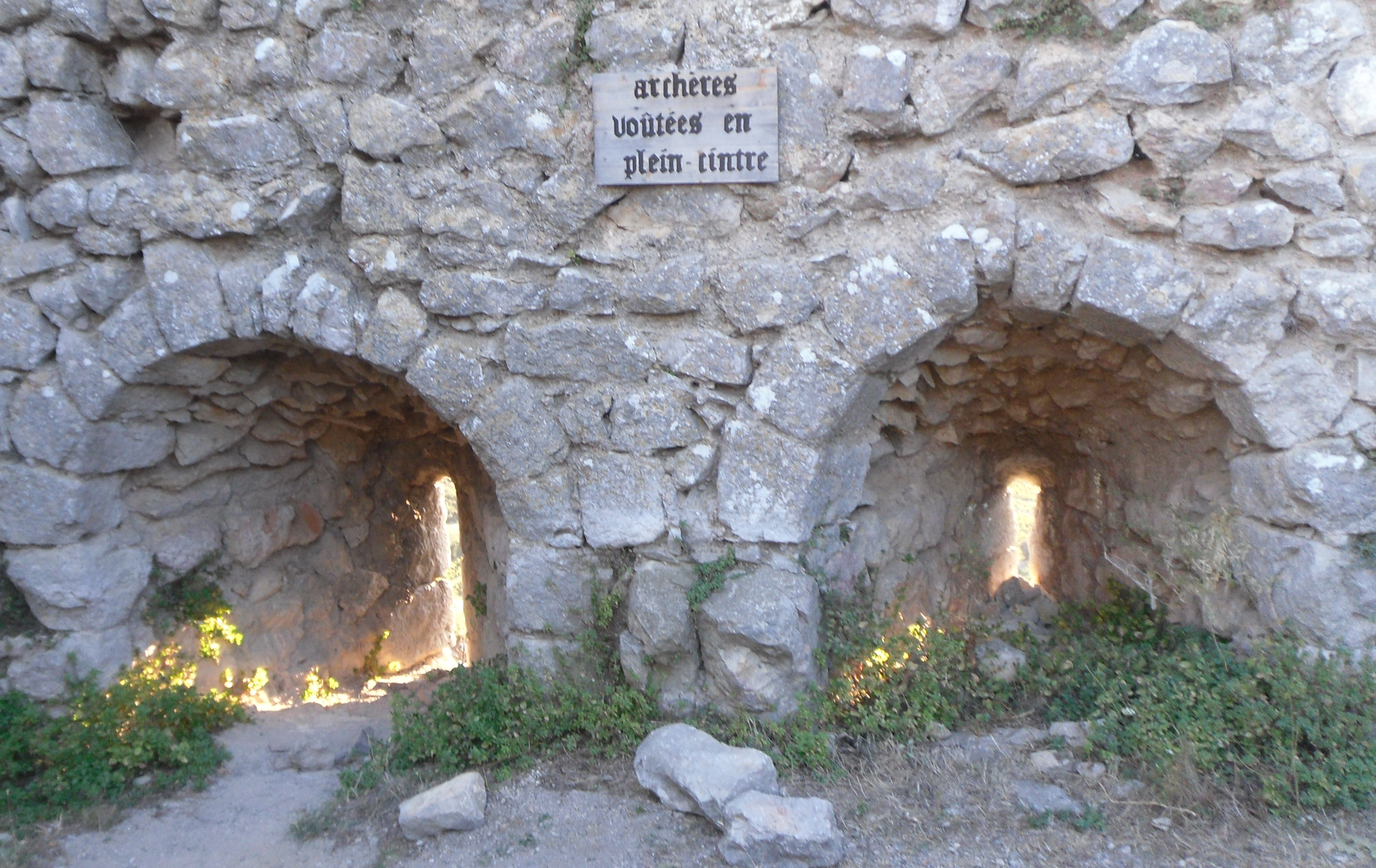
Schießscharten
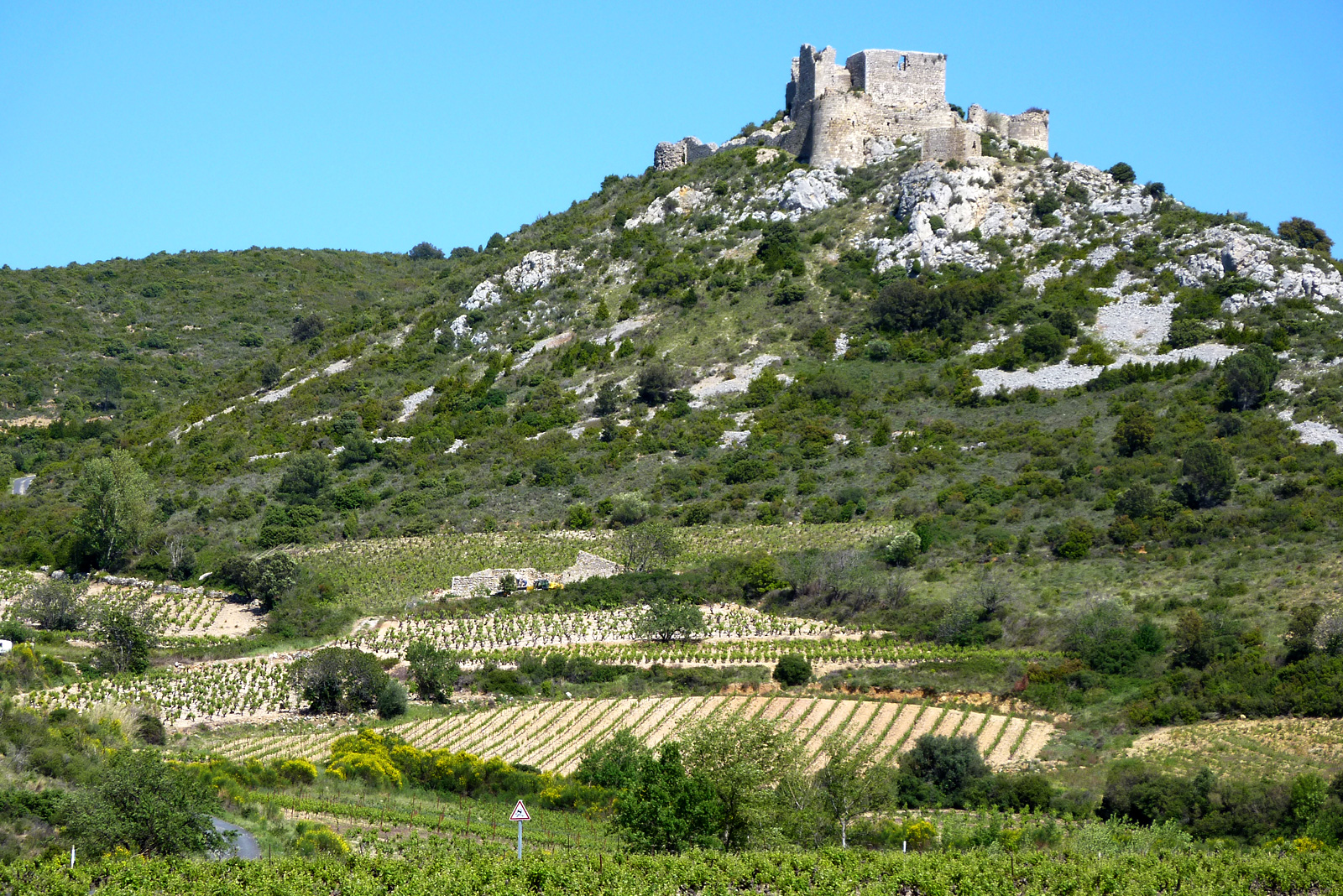
Burgruine Aguilar
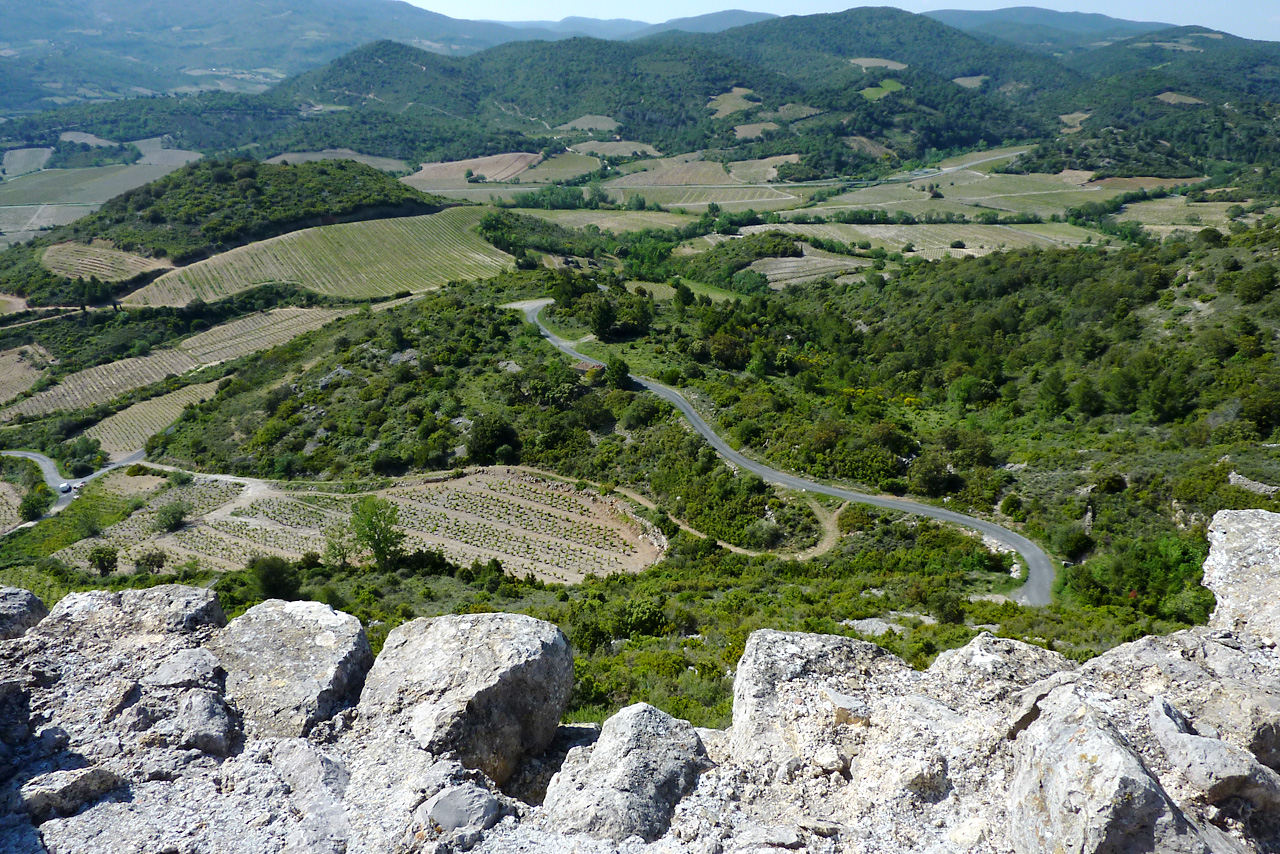
Aussicht von der Burgruine Aguilar auf die Corbières, Weinreben und typische Pflanzen der Corbières
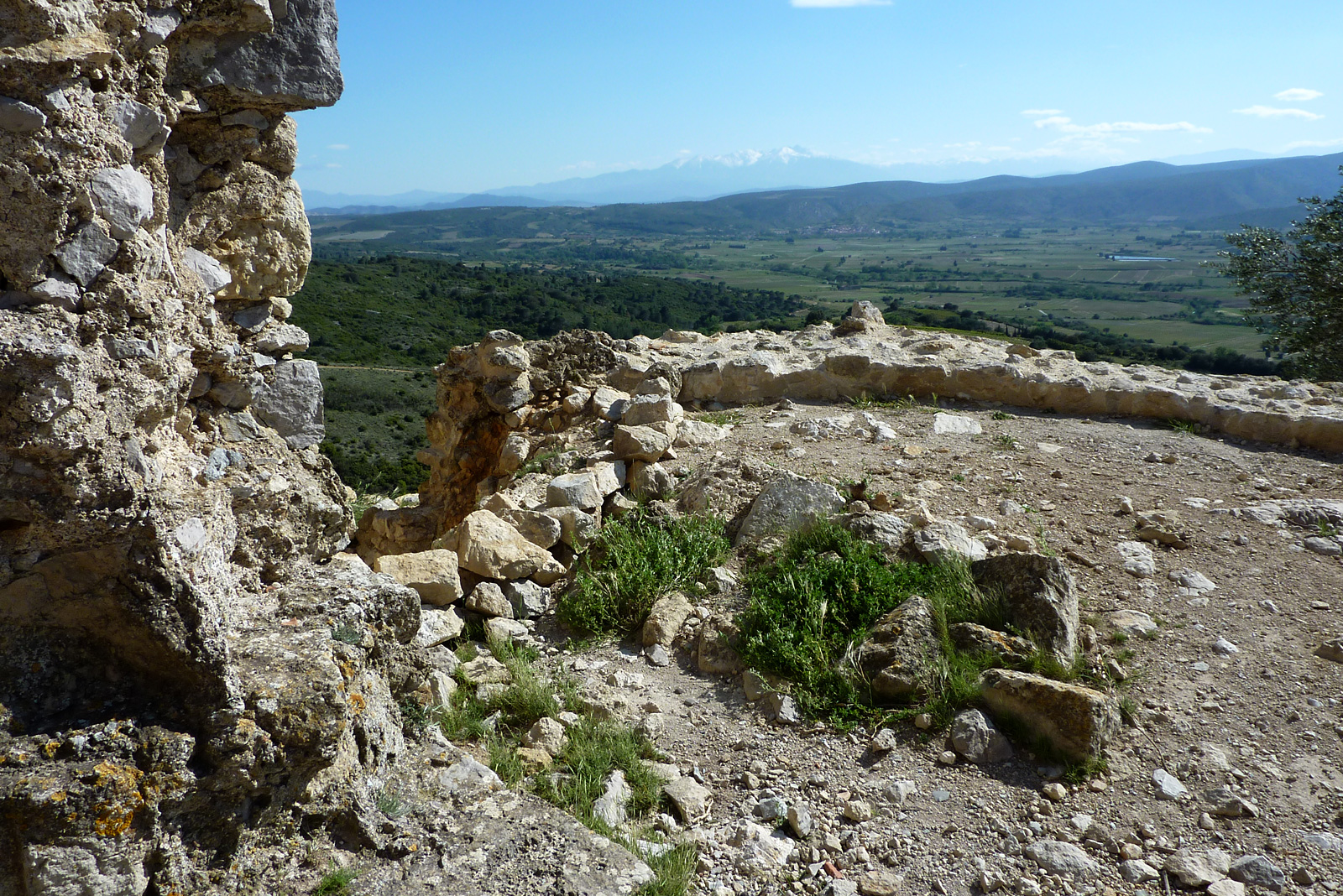
Aussicht von der Burgruine Aguilar auf die Corbières, im Hintergrund die Pyrenäen